# Felisberto Caldeira Brant
Felisberto Caldeira Brant (São João del-Rei, início do século XVIII — Caldas da Rainha, 1756) foi uma importante personagem de Minas Gerais durante o período colonial. Foi o terceiro e um dos mais famosos contratadores de diamantes de Diamantina, antecedendo, nesta posição, a João Fernandes de Oliveira. 

## Biografia
Filho de Ambrósio Caldeira Brant e de Josefa de Sousa e Silva, casados na cidade de São Paulo, Felisberto Caldeira Brant pertencia, como seu nome indica, à família Caldeira Brant. É neto em 12º grau de Henrique III de Brabante, por parte de sua 10ª avó Marie d'Évreux também conhecida por, Marie de Dreux. Com sua esposa, Branca de Almeira Lara, foi, também, avô de importantes personagens históricos, os primos Felisberto Gomes Caldeira e Felisberto Caldeira Brant Pontes de Oliveira Horta, o Marquês de Barbacena. 
Felisberto Caldeira Brant, mineiro audacioso, foi riquíssimo. Começou a acumular sua fortuna por volta de 1735, nas minas recém-descobertas de Goiás. Em 1744, ao abraçar a causa popular e participar de motins contra o quinto, os Caldeira não tiveram outra escolha senão abandonar Goiás. Transferiram-se para Paracatu, onde minas acabavam de ser descobertas. Nesse local, Felisberto foi bem-sucedido, tendo encontrado riquezas grandíssimas, mas, descontente com as dezessete oitavas de ouro que cada um de seus homens conseguia mineirar por dia, mudou-se novamente, desta vez para o Tijuco (antigo nome da cidade de Diamantina), já com a intenção de arrematar o terceiro contrato de diamantes.
Arrematou o terceiro contrato para a extração de diamantes para o período de 1 de janeiro de 1749 a 31 de dezembro de 1752, tendo tido como parceiros informais seus irmãos mais novos, Joaquim, Sebastião e Conrado. Durante o tempo da administração da família Caldeira, aumentou a população e, com ela, o bem-estar dos tijuquenses. O intendente enfermo foi substituído por outro de saúde tão frágil quanto, nomeado interinamente. Assim, a população possuía certa liberdade. Além disso, o contratador Felisberto Caldeira Brant não era tão duro com os garimpeiros e tolerava o contrabando até certo ponto - maneira que os garimpeiros possuíam para ficar com uma maior parte da riqueza para si, havendo muitos enriquecido, podendo levar uma vida de opulência.
Esta foi a fase áurea e verdadeiramente barroca de Diamantina. Seguindo o espírito do século XVIII, em que reinavam a elegância dos trajes, o requinte das maneiras e as regras do bom tom, a ordem dominante era imitar a côrte, de onde vinham contratados até professores de civilidade.
No entanto, ao tomar conhecimento do que acontecia no local, principalmente quanto ao contrabando de diamantes, o governador tentou intervir no Tijuco, emitindo ordens severas, as quais foram descumpridas. Trocou o intendente por Sancho de Andrade Castro e Lanções em 1751, o qual, afirmando estar munido de ordens secretas, intensificou a vigilância e não deu descanso aos colonos, perseguindo particularmente os Caldeira.
Os negócios da companhia de Felisberto Caldeira Brant e seus irmãos prosperavam. A renda permitia arcar com as despesas do contrato, saldar dívidas com a Coroa e, ainda, havia lucro para ser distribuído em dividendos. No entanto, em 1752 os sócios sofreram grande prejuízo com o misterioso roubo do cofre da intendência, onde se encontrava guardada grande quantidade de ouro e diamantes relativa ao contrato. Foi o começo da decadência do contratador. Simultaneamente, a mineração em Goiás também passava por um momento de declínio. Naquela província, os Caldeira ainda possuíam escravos a trabalhar, os quais Felisberto Caldeira Brant e sua família não tiveram alternativa senão trazer para o Tijuco, de acordo com a concessão de novo ajuste. Somado a tudo isso, o início da administração do Marquês de Pombal trouxe a derrocada a amigos e protetores dos Caldeira. Por esse tempo, deu-se um episódio que ia desencadear as perseguições que trouxeram a ruína de Felisberto Caldeira Brant.
Às celebrações da Semana Santa de 1752, compareceu o ouvidor da Vila do Príncipe, o Dr. José Pinto de Morais Bacelar, o qual, influenciado pelo filosofismo dominante à época, comportou-se na igreja de maneira inconveniente, o que causou escândalo entre a população local. Ele, então, na tentativa de atrair a atenção de uma jovem, parenta dos Caldeira, jogou no colo dela uma flor, a qual ela recusou para preservar sua dignidade. Na igreja, houve um murmúrio de revolta. Aumentou a indignação de Felisberto, o qual, segredando palavras no ouvido de José Pinto de Morais Bacelar, foi esperar por ele à porta da igreja. Ao fim da festa, Felisberto Caldeira Brant exigiu do ouvidor que se explicasse e, no meio de uma discussão, deu-lhe uma punhalada, a qual não feriu Morais Bacelar por ter atingido um botão de metal de sua casaca. Nesse momento, chegou ao local a tropa que o intendente Sancho de Andrade Castro e Lanções mandara chamar. O povo, do lado da família Caldeira, estava disposto a resistir. A intervenção de amigos e de padre Cambraia evitou que houvesse um confronto entre os dois lados.
O intendente, que defendia o ouvidor, não cessou, no entanto, de perseguir Felisberto de todas as maneiras possíveis, formando contra ele processos injustos e criando empecilhos a seus trabalhos de mineração. Ao mesmo tempo que el-Rei se informava de parte do ocorrido, Felisberto Caldeira Brant enviou a Gomes Freire de Andrada sua queixa contra o procedimento do intendente. Gomes Freire, por sua vez, determinou que viesse ao Tijuco o governador interino, José António Freire de Andrade. Este, embora investigasse a procedência do que era alegado, não conseguiu a colaboração de Sancho de Andrade Castro e Lanções, insistente em seus propósitos e sempre disposto a preservar sua autoridade.
Reclamações contra os Caldeira, ouriçadas pelo ouvidor José Pinto de Morais Bacelar, eram enviadas aos montes ao governo em Lisboa. Comentava-se mesmo que, com o grande poder que aquela família possuía, queriam os Caldeira tornar o Tijuco independente, entregando as minas ao povo como franquia. De qualquer maneira, para que se tomasse uma atitude mais drástica contra Felisberto Caldeira Brant, era necessário provas concretas, de forma a que uma possível prisão deste pudesse ocorrer sem irritar ainda mais a população com violências sem justificativas por parte do governo.
Para os inimigos de Felisberto Caldeira Brant, entretanto, não foi difícil encontrar esse pretexto. Devido ao roubo de seu ouro e diamantes do cofre da intendência, o contratador não podia imediatamente quitar sua dívida com a Coroa. Sacou uma letra de setecentos mil cruzados contra os caixas de sociedade em Lisboa em favor da fazenda real, prometendo-lhes na primeira ocasião remeter os diamantes que já haviam sido extraídos. Mas, uma vez que, por falta de fundos suficientes, os caixas não puderam ou não quiseram aceitar a letra, a mesma foi recambiada ao Tijuco. Assim, Felisberto Caldeira Brant foi preso e sequestraram-lhe os bens como estivesse ele falido.
Felisberto foi acusado de ter arrombado o cofre em que os diamantes da intendência eram mantidos, forjando, dessa forma, um roubo a si próprio também. Essa acusação foi, desde o início, baseada em um argumento absurdo, ficando claro que Felisberto Caldeira Brant era alvo de uma armação por parte da Coroa, a quem ele se tornara uma pedra no sapato por sua popularidade, riqueza e poder. O cofre da intendência possuía seis fechaduras; duas chaves estavam em poder do intendente do distrito, uma em poder do contratador, e as outras três em poder dos empregados do intendente. Dessa forma, se tal cofre havia sido aberto, a responsabilidade pelo ocorrido era a mesma entre os seis guardiões de cada uma das chaves.
Entre as acusações do ouvidor José Pinto de Morais Bacelar a Felisberto Caldeira Brant, figura o que segue: "… finalmente, que a família dos Caldeiras tinha-se tornado aqui muito poderosa e temida, e que todos lhe obedeciam cegamente; e, assim, eles procuravam subtrair-se do domínio real, e queriam tornar o Tijuco independente, para o que tinham prometido franquear aos povos as lavras diamantinas: o que era um mau exemplo para os outros povos do Brasil." Uma vez que Felisberto Caldeira Brant havia sido cautelosamente preso, foi enviado para o Rio de Janeiro, de onde foi transferido para o Limoeiro, em Lisboa.
Com o advento do terremoto de 1 de novembro de 1755, muitos detentos do Limoeiro fugiram. Felisberto Caldeira Brant, no entanto, colocou-se diante do Marquês de Pombal, inquirindo-o sobre aonde devia ir. O ministro de Dom José I surpreendeu-se, e logo comunicou a situação aos brasileiros João Pereira Ramos, ao bispo de Coimbra e ao General Godinho, que procuraram comprovar que o antigo contratador era inocente e vítima de intrigas e perfídias. Mesmo assim, o Marquês de Pombal deu-lhe a liberdade, mas ordenou que continuasse a liquidação das contas de Felisberto Caldeira Brant e o exame do sequestro de seus bens.
Gravemente enfermo, Felisberto Caldeira Brant, que estivera preso por quase cinco anos, retirou-se para Caldas da Rainha, onde faleceu.

## Família Caldeira Brant
A família Caldeira Brant move, desde a década de 1960, uma ação judicial de indenização no Tribunal Internacional da Haia contra Portugal. O valor confiscado da família Caldeira Brant foi de trinta toneladas de ouro e a casa onde hoje funciona o palácio do Arcebispado de Diamantina. O valor atual seria de 490 milhões de dólares.

## Romanceiro da Inconfidência, de Cecília Meireles
O incidente envolvendo Felisberto Caldeira Brant e José Pinto de Morais Bacelar é objeto do "Romance XI ou Do Punhal e da Flor" do livro de poemas "Romanceiro da Inconfidência" de Cecília Meireles. 
Além do Romanceiro da Inconfidência, a história de Felisberto Caldeira Brant inspirou a ópera "O contractador de diamantes", ópera romântica de Francisco Mignone, recuperada pela Academia Brasileira de Música - ABM.  A obra foi um dos marcos do movimento modernista, misturando traços do período romântico com a linguagem brasileira e moderna de Francisco Mignone. Após um hiato de 60 anos, a ópera será apresentada na 25ª edição do Festival de ópera do Amazonas, em 2023. 

.